# Conor Lamb
Conor James Lamb (ur. 27 czerwca 1984 w Waszyngtonie) – amerykański polityk, członek Partii Demokratycznej.

## Życiorys
Od 13 marca 2018 jest kongresmenem - w latach 2018-2019 przedstawicielem osiemnastego, a od 3 stycznia 2019 siedemnastego okręgu wyborczego w stanie Pensylwania w Izbie Reprezentantów Stanów Zjednoczonych.